# پیست اسکی فندقلو
پیست اسکی روی چمن جنگل فندقلوی نمین (اردبیل) پیستی است که در منطقه‌ای کوهستانی و در نزدیکی اردبیل، با ارتفاع ۱۷۰۰ متر از سطح دریا قرار دارد. دارای آب و هوایی معتدل و تابستانهایی ملایم است. این پیست در فاصله ۲۵ کیلومتری اردبیل واقع می‌باشد. منطقه فندقلو بخاطر داشتن جاذبه‌های منحصربه‌فرد جنگلی – مرتعی و وجود تله‌کابین حیران-فندقلو  در ٢٥ كيلومتري اردبيل از جذابیتهای فوق‌العاده‌ای برخوردار می‌باشد.
این پیست در شهریور سال ۱۳۹۹ از طرف عضو ناظر فدراسیون اسکی به علت مرغوبیت بالای چمن منطقه و استانداردهای لازم به پیست بین المللی تبدیل گردید.مساحت منطقه فندقلو حدود ۱۶ هزار هکتار است که بیش از چهار هزار هکتار آن زیرپوشش عرصه‌های جنگلی قرار دارد و بقیه را مراتع تشکیل می‌دهد.

## برگزاری مسابقات
در تابستان ۱۳۹۲ اولین دوره مسابقات اسکی روی چمن در این پیست برگزار گردید. این پیست دارای استاندارهای بین‌المللی بوده و برگزاری مسابقات مارپیچ بزرگ و کوچک و سرعت امکان‌پذیر می‌باشد. اردوهای تیم ملی اسکی روی چمن بیشتر دراین پیست برگزار می‌گردد.
از ویژگی‌های مهم این پیست برگزاری مسابقات اسکی زمستانی در آن نیز می‌باشد.